# Арчинацо Романо
Арчинацо Романо (итал. Arcinazzo Romano) је насеље у Италији у округу Рим, региону Лацио.
Према процени из 2011. у насељу је живело 1105 становника. Насеље се налази на надморској висини од 792 м.

## Становништво
Према резултатима пописа становништва 2011. у општини је живело 1.394 становника.
| 1931. | 1936. | 1951. | 1961. | 1971. | 1981. | 1991. | 2001. | 2011. |
| ----- | ----- | ----- | ----- | ----- | ----- | ----- | ----- | ----- |
| 1.861 | 1.758 | 1.837 | 1.706 | 1.556 | 1.479 | 1.379 | 1.334 | 1.394 |